# برلیه
برلیه (انگلیسی: Berliet) شرکت خودروسازی فرانسوی است، که در سال ۱۸۹۹ تأسیس شد.